# ペータル・ボヨヴィッチ

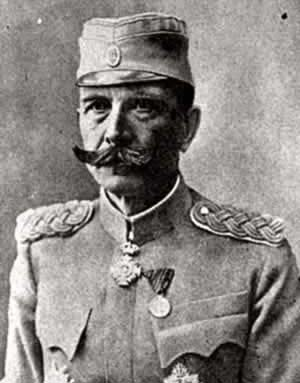
ペータル・ボヨヴィッチ

ペータル・ボヨヴィッチ（キリル表記：Петар Бојовић, ラテン表記： Petar Bojović, 1858年7月6日 - 1945年1月19日）は、セルビアおよびユーゴスラビア王国軍の軍人。元帥（Vojvoda）。バルカン戦争及び第一次世界大戦を指揮した。
ボヨヴィッチはNova Varoš近くのMiševica生まれ。彼は1876～78年のセルビア・トルコ戦争においては、砲兵学校の士官候補生として戦った。1883年、ベオグラードの砲兵学校で教育を受ける。1885年のセルビア・ブルガリア戦争時、ヴラブチ、スリヴニツァ等の砲撃に参加。1885年12月から終戦まで、シュマジア師団参謀長代行。
1887年12月、フランスに派遣され、2ヶ月間軍事科学を学んだ。帰国後、1888年～1890年、参謀本部で勤務。1900年から旅団、師団区を指揮し、参謀総長補佐官、参謀次長を務め、師団を指揮した。
第一次バルカン戦争において彼は第1軍（司令官はアレクサンダル皇太子）参謀長として、クマノヴォ（Kumanovo）、ビトラ（Bitola）の戦いにおいて勝利を収めた。1913年、ロンドンで行われたトルコとの講和会議に、彼はセルビア政府代表の軍事専門家として参加した。戦後、アルバニアの沿海軍団長に任命。第二次バルカン戦争時、第1軍参謀長に再任。ブレガルニカ（Bregalnica）会戦においてブルガリア軍を撃破。
第一次世界大戦では、彼の指揮する第1軍（第1チモク、第2チモク、第2モラヴァ師団、ブランチェフ支隊、騎兵師団）は、ドリナ（Drina）の戦いにおいて大きな損害を被り、ボヨヴィッチも戦闘で重傷を負ったが戦列に留まり、オーストリア・ハンガリー軍の攻勢を食い止めた。ベオグラード陥落後、セルビア・ブルガリア国境に残存する部隊を指揮した。
1916年1月に司令官職をジヴォイン・ミシッチと交代し、病気でスカダール（Skadar）市に運ばれたRadomir Putnik元帥に代わって参謀総長代行に任命され、セルビア軍残存部隊のコルフ島への撤収を指揮した。彼は1918年6月までその地位にあったが、テッサロニキ戦線の拡大問題で連合国の将軍たちと対立し、辞任した。彼は再び第1軍（ドリン、ダヌブ、モラヴァ歩兵師団、騎兵師団）司令官に任命され、同軍は最初に敵の戦線を崩し、占領地の奥深くへと進軍した。1918年9月26日、彼は戦争時の貢献により、元帥号を授与された。同年11月、ベオグラードを解放。
1921年3月、彼は参謀総長に任命され、そして1922年に現役を退いた。第二次世界大戦の初め、ペータル・ボヨヴィッチは、若き国王ペータル2世の顧問として最高司令官補佐官に任命された。しかしながら、その年齢の故に、彼はその後の戦役には参加しなかった。